# John Moore (Bischof, 1942)
John Francis Moore SMA (* 12. Januar 1942 in Dublin, Irland; † 20. Januar 2010 ebenda) war Bischof von Bauchi.

## Leben
John Francis Moore trat 1959 der Ordensgemeinschaft der Gesellschaft der Afrikamissionen (SMA) in Cloughballymore, County Galway, bei und legte 1960 die Profess ab. Von 1960 bis 1966 studierte er Philosophie und Theologie am Ordensseminar in Dromantine, Newry. Die Ordensgelübde legte er am 15. Juni 1965 ab und empfing am 20. Dezember 1965 die Priesterweihe durch Bischof Eugene Doherty in der St. Colman’s Cathedral, Newry.
Er wurde anschließend Missionar im Erzbistum Jos im Norden Nigerias. Er erlernte die einheimischen Sprachen und war in Akwanga, Kwa, Shendam, Kafanchan, Kwande, Pankshin und Jos tätig. Er engagierte sich insbesondere für den Aufbau einer medizinischen und schulischen Infrastruktur. Moore war involviert in die Gründung der Bistümer Kafanchan, Shendam und Bauchi. John Francis Moore, der fließend Hausa und andere nigerianische Dialekte sprach, bemühte sich stark um eine Verständigung mit den einheimischen Muslimen.
Papst Johannes Paul II. ernannte ihn 1996 zum Titularbischof von Gigthi und bestellte ihn zum Apostolischen Vikar des aus dem Erzbistum Jos heraus gegründeten Vikariates Bauchi. Die Bischofsweihe spendete ihm am 7. November 1996 der Erzbischof von Jos, Gabriel Gonsum Ganaka; Mitkonsekratoren waren Ignatius Ayau Kaigama, Erzbischof von Jalingo, und Joseph Danlami Bagobiri, Bischof von Kafanchan. Mit der Erhebung des Vikariates zum Bistum erfolgte die Ernennung zum Bischof des Bistums Bauchi.
Er starb unerwartet im St. Vincent’s Hospital, Elm Park, Dublin, wo er sich zu medizinischen Untersuchungen befand.